# Wonderful Dream (Holidays are Coming)
"Wonderful Dream (Holidays are Coming)" er en julesang fra 2001 af den amerikanske sangerinde Melanie Thornton, der har været populær i de tysktalende lande. Sangen er mest kendt i resten af verden som Coca Colas julesang i deres julereklamer fra 2001 til den blev afløst af Trains "Shake Up Christmas" fra 2010.
| Musik | Spire Denne musikartikel er en spire som bør udbygges. Du er velkommen til at hjælpe Wikipedia ved at udvide den. |